# Schoenhut Piano Company
Die Schoenhut Piano Company ist ein US-amerikanischer Hersteller von Kinderklavieren, Puppen und anderem Holzspielzeug. Das Unternehmen wurde 1872 von Albert Schoenhut in Philadelphia als A. Schoenhut Company gegründet. Schoenhut, 1849 in Göppingen geboren, war gelernter Holzdrechsler und 1866 in die USA ausgewandert. Das Unternehmen begann mit der Herstellung von Kinderklavieren und dehnte das Geschäft schnell auf anderes Spielzeug wie Puppen, Puppenhäuser und Zirkusfiguren aus; bei Beginn des 2. Weltkrieges war es der größte Spielzeughersteller der Vereinigten Staaten. Die Große Depression führte zum Bankrott in 1935, aber ein Jahr später eröffnete Otto Schoenhut, Sohn des Gründers, eine neue Firma namens O. Schoenhut, Inc. und setzte das Erbe fort. Sie wurde in den 1980er Jahren von der Trinca-Familie aufgekauft.

## Der Anfang
Albert Schoenhut begann in seiner Jugend in Deutschland, Kinderklaviere zu fertigen. Sein Vater und Großvater waren bereits Spielzeug- und Puppenmacher gewesen. Nach seiner Auswanderung in die USA reparierte er in Deutschland gefertigte Kinderklaviere in Philadelphia und gründete 1872 die Schoenhut Piano Company. Bei seinem Tod 1912 war die Schoenhut Piano Company zum größten Spielwarenhersteller in den USA gewachsen und zum ersten, der seine Erzeugnisse nach Deutschland exportierte.

## Erzeugnisse

### Kinderklaviere
Schoenhut-Kinderklaviere, von Albert Schoenhut entworfen, waren die ersten Erzeugnisse der Firma. Verschiedene Modelle wurden von 1872 bis zum Bankrott 1935 gefertigt. Der Familienname wurde 1936 fortgeführt, als Otto Schoenhut die O Schoenhut, Inc. gründete, die weiterhin Kinderklaviere produzierte. Die Firma produzierte Kinderklaviere bis ins 21. Jahrhundert.

### Puppen
Siehe Schoenhut-Puppen